# Culex erythrothorax
Culex erythrothorax är en tvåvingeart som beskrevs av Dyar 1907. Culex erythrothorax ingår i släktet Culex och familjen stickmyggor. Inga underarter finns listade i Catalogue of Life.